# Harpostroma notha
Harpostroma notha är en svampart som först beskrevs av Pier Andrea Saccardo, och fick sitt nu gällande namn av Franz Xaver von Höhnel 1928. Harpostroma notha ingår i släktet Harpostroma, ordningen Diaporthales, klassen Sordariomycetes, divisionen sporsäcksvampar och riket svampar.   Inga underarter finns listade i Catalogue of Life.